# 雙葉町
双葉町（日语：／ Futaba Machi */?）是位于福島縣双葉郡的一町，曾名為標葉町（日语：／ Shineha Machi），是新山町和長塚村於1951年（昭和26年）4月1日合併而來的，1956年（昭和31年）改為現名。
境內有福島第一核電廠的5和6號機組。自2011年福島核災撤離後長期無人居住。直至2022年，才陆续有居民回到此地。

## 交通
鐵路：常磐線雙葉站
巴士：雙葉JR站-傳承館巴士

## 姊妹城市
- 廢除前的瑞穗町（京都府）

## 2011年日本東北地方太平洋近海地震的影響
在2011年日本東北地方太平洋近海地震裡，雙葉町受到嚴重的影響。當地一名行政官員表示，三個沿海社區的房屋有百分之90以上都被海嘯捲走，且若從町辦公室的四樓往下看是一片汪洋。而海嘯之後，福島第一核電站多個機組先後傳出輻射外洩問題，因此全町於3月19日撤離至埼玉市的埼玉超級競技場。再於2013年6月17日後，鎮政府再遷往福島縣磐城市（いわき市）辦公。
福岛第一核电站事故发生后，该地区长期处于较高的辐射水平中，一直无法完成重建和回迁工作，因此大部分社区被指定为“归还困难地区”，当地居民在震灾后被转移疏散到福岛县其他地区，此后长期无法回迁，很多民众不得不放弃自己的财产和土地。